# Médium (spiritisme)
Pour les articles homonymes, voir Médium.
 (novembre 2024).

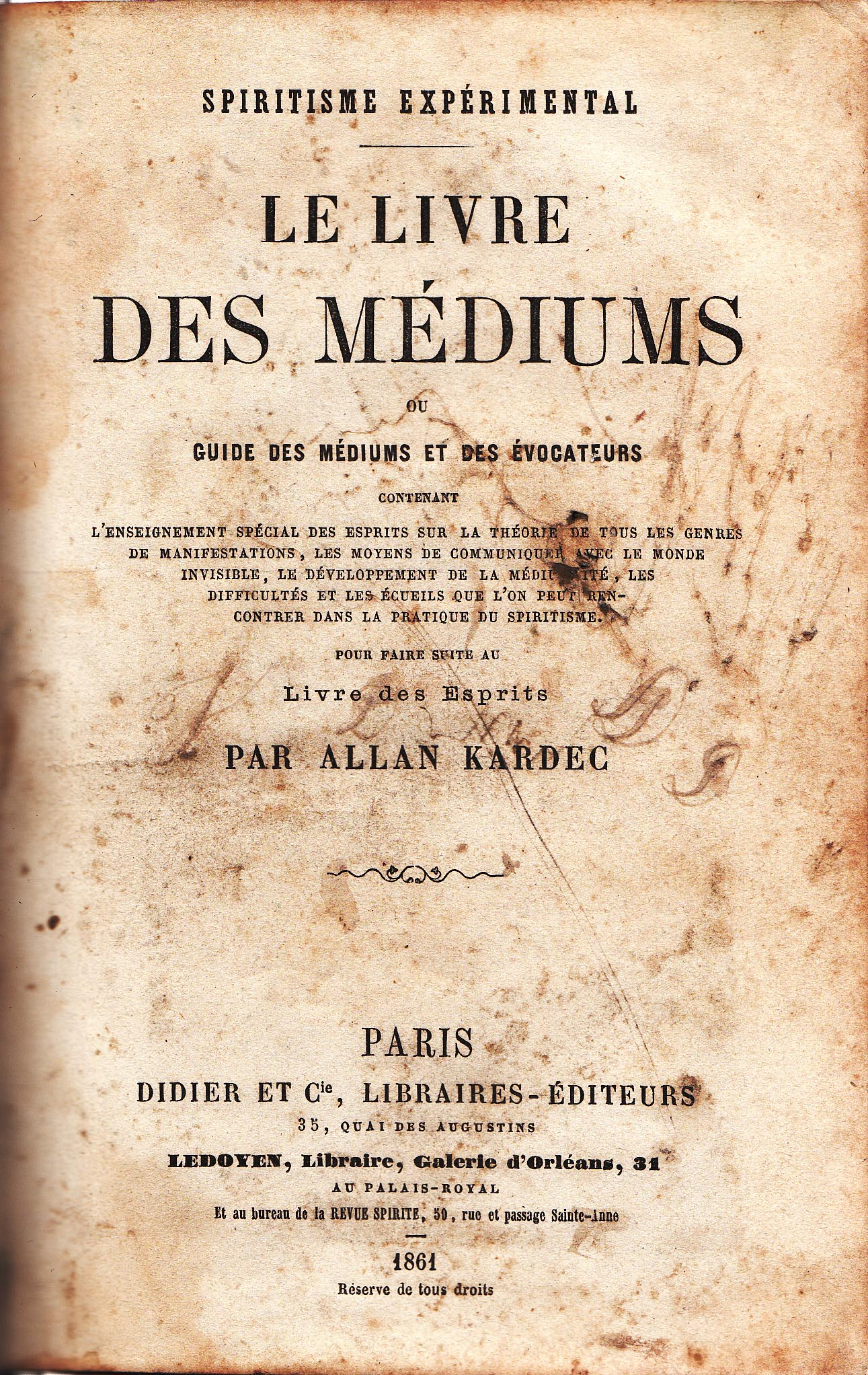
Le Livre des médiums d'Allan Kardec, publié en 1861 popularisa le néologisme « médium ».

Un médium est une personne qui prétend être sensible à des influences subtiles ou à des phénomènes non perceptibles par les cinq sens. Il prétend pouvoir percevoir les manifestations de l'au-delà et de ses « esprits », de même qu'il affirme pouvoir capter intuitivement des informations occultes lors d'un état de conscience modifié. 
La croyance dans la capacité des médiums est dépourvue de fondement scientifique. 
La communication avec des « esprits » pourrait prendre plusieurs formes, selon qu'elle utiliserait des objets (tables tournantes, ouija, télékinésie), ou qu'elle passerait par l'intermédiaire d'êtres humains vivants (télépathie, incorporation totale ou partielle, visions). Tout ceci permettrait d'obtenir des informations sur le passé, le présent ou le futur, ainsi que sur la vie après la mort. L'idée de médiumnité est très ancienne et remonte aux chamans préhistoriques, de multiples activités, religions et cultures utilisent les capacités supposées de médiums dont les facultés se déclineraient de diverses manières.

## Définition et étymologie
Le substantif « médium », emprunté à la langue anglaise, apparaît en France au milieu du XIXe siècle, après l'arrivée de missionnaires du spiritualisme moderne anglo-saxon. Il passa dans le langage courant avec la diffusion du Le Livre des médiums, publié par Allan Kardec en 1861. Dans cet ouvrage, le mot médium (du latin, medium, milieu intermédiaire) désigne une « personne pouvant servir d'intermédiaire entre les Esprits et les hommes » et la médiumnité désigne l'ensemble des facultés spécifiques aux médiums.
Bien que représentés dans de multiples activités, les médiums sont généralement associés au mouvement spirite ou au domaine du surnaturel.

## Différentes formes et pratiques de médiumnité spirite
Selon les spirites, la médiumnité serait une perception spéciale, plus subtile, qui prêterait à certaines personnes la faculté de servir d'intermédiaire aux esprits de l'au-delà. Ils considèrent que les médiums peuvent se diviser en deux grandes catégories :
1. Les « médiums à effets physiques » : ceux qui auraient la capacité à provoquer des effets matériels ou des manifestations ostensibles.
2. Les « médiums à effets intellectuels » : ceux qui seraient plus spécialement propres à recevoir et à transmettre les communications intelligentes[6].

Bien sûr, la frontière entre ces deux types de médiumnité est poreuse et bien souvent un médium participe à la fois, à l'un et à l'autre.

### Les tables tournantes
Il faut tout d'abord faire la distinction entre les « tables tournantes » et les « tables parlantes », c'est-à-dire qui communiquent un message à l'aide de coups frappés ou typtologie. Par exemple un coup pour « oui », deux coups pour « non ». Une variante consiste en l'épellation des lettres de l'alphabet et la table signale la lettre choisie en donnant un coup, un secrétaire notant les phrases ainsi formées.

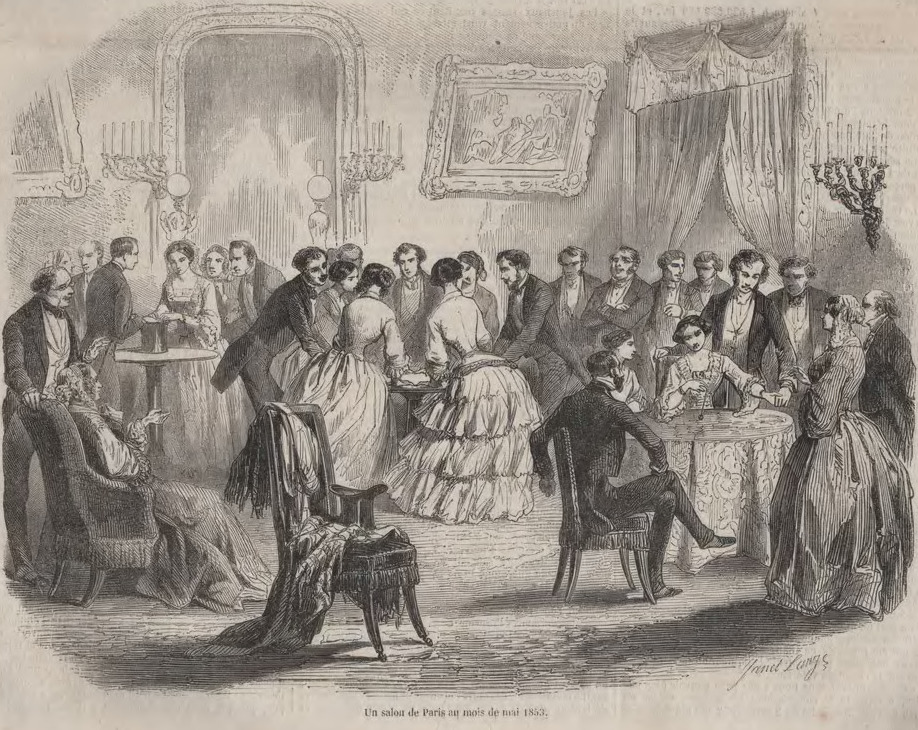
Séance de « Tables Tournantes » dans un salon mondain en 1853.

D'après les sources de l'époque, les tables tournantes se manifesteraient par des effets sensibles, tels que les bruits, le mouvement et le déplacement des corps solides. L'un des premiers effet observés consistait dans un mouvement circulaire imprimé à une table, probablement un guéridon, mais cet effet pouvait être observé sur d'autres objets, comme un chapeau haut de forme par exemple (voir illustration ci-contre). Il suffisait de se mettre autour d'une table, assis ou debout, de poser ses mains à plat dessus, et d'attendre patiemment, le phénomène pouvant survenir en quelques minutes ou une demi-heure, voire une heure plus tard. On entendait généralement un craquement dans la table, prélude au mouvement circulaire qui s'accélérait de plus en plus à tel point que les participants avaient du mal à suivre le mouvement. Une fois le mouvement établi, on pouvait même s'écarter de la table qui continuait à bouger en tout sens, sans contact. Parfois la table se soulevait sur un pied ou sur un autre puis reprenait doucement sa position. Cette mode des tables tournantes dans les salons mondains laissa très rapidement place à des moyens de communications plus complexes comme la typtologie, puis la psychographie directe (l'écriture mécanique et ses variantes) ou indirecte (ouija, additor).
Il est à remarquer que les tables tournantes avaient leur « petit caractère », certaines étant bienveillantes et polies, au début et à la fin de la séance elles s'inclinaient sur un pied pour saluer les participants, alors que d'autres étaient coléreuses et impatientes, s'exprimant par des coups violents et des mouvements brusques, pouvant aller jusqu'à casser la table. La table qu'utilisait Victor Hugo lors de ses séances spirites à Jersey, curieusement, ne supportait pas la position en losange de ses participants.

### Le ouija, l'additor et la Table-Girardin
Le ouija est constitué d'une planche recouverte de feutrine, sur laquelle on a collé les lettres de l'alphabet disposées en arc de cercle. Sont également disposés les chiffres de zéro à neuf. Le médium utilise une planchette qui épouse la forme de la main et sous laquelle on a planté des clous de tapissier, pour un bon glissement et afin d'éviter le bruit du frottement. Le médium pose sa main sur la planchette et se recueille avec les participants. Sa main serait mue par l'esprit qui dirigerait le ouija rapidement et de façon automatique vers les lettres et chiffres qui formeront un message. L'assistance d'un lecteur et d'un transcripteur s'avère donc indispensable. Dans cette forme de dictée lettre par lettre, le médium ne perçoit pas le contenu du message.

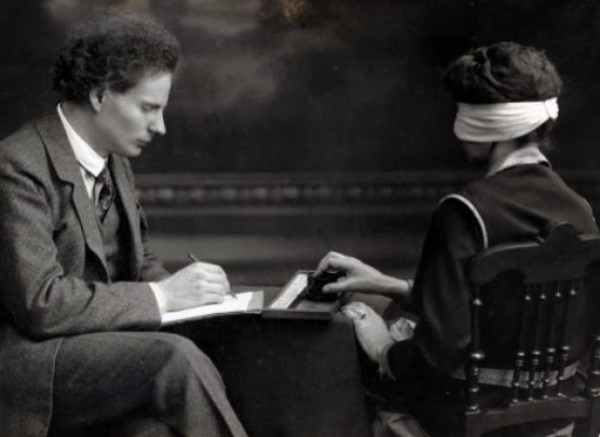
Florizel et Grace Von Reuter pratiquant la xénoglossie, à l'aide d'un additor, en 1926.

L'additor est une variante du ouija et fut utilisé par le violoniste et compositeur Florizel Von Reuter assisté par sa mère la médium Grace Von Reuter dans les années 1920. La particularité de l'additor est d'être une règle droite où sont inscrit des lettres et des chiffres devant lesquels se déplace un curseur dans une rainure. Mme Grace Von Reuter l'utilisait les yeux bandés parfois, elle posait les doigts sur le curseur qui se déplaçait à grande vitesse sous l'influence supposée des esprits, pendant que son fils Florizel Von Reuter notait les lettres ainsi obtenues. C'était principalement des messages de Xénoglossie, qui avaient la particularité d'être dicté en sens inverse de la lecture normale (la première lettre obtenue était en réalité la dernière de la phrase, la deuxième lettre correspondait à l'avant dernière, etc.) et ces messages répondaient à des questions posées par des personnes invitées à la séance. Parmi les messages reçus dans des langues étrangères ignorées des deux médiums, on retrouvait une quinzaine de langues diverses (la transcription était latinisée) dont le russe, le magyar, le norvégien, le polonais, le hollandais, le lituanien, l'irlandais, le persan, l'arabe et le turc. Florizel Von Reuter a écrit plusieurs livres relatant tout ceci, malheureusement non traduit en français.
La Table-Girardin est une variante de table tournante qui fut nommée ainsi en souvenir de Delphine de Girardin, amie de Victor Hugo et femme d'esprit dans tous les sens du terme. Cette table était un guéridon dont le centre était équipé d'un cercle mobile en bois de 30 ou 40 cm de diamètre monté sur un axe. Sur la circonférence de ce cercle était inscrits les lettres de l'alphabet, les chiffres, ainsi que « oui » et « non » ; cet ensemble tournait devant une aiguille fixe. La médium, plaçant ses mains sur la table, posait des questions à l'Esprit qui était censé faire tourner le cercle avant de l'arrêter devant l'aiguille, donnant ainsi le caractère voulu par l'Esprit afin de composer des phrases qui étaient notées par un secrétaire.

### L'écriture médiumnique ou «psychographie»
Appelée psychographie du temps d'Allan Kardec, elle correspond à la méthode la plus répandue pour recevoir des messages qui viendraient des esprits. Le pratiquant s'assoit à une table, pose une feuille de papier devant lui et tient un stylo en main au-dessus de la feuille. Le but serait de laisser les Esprits influencer les pensées ou le bras du médium. Les spirites distinguent plusieurs types de psychographie :

#### L'écriture intuitive ou écriture inspirée

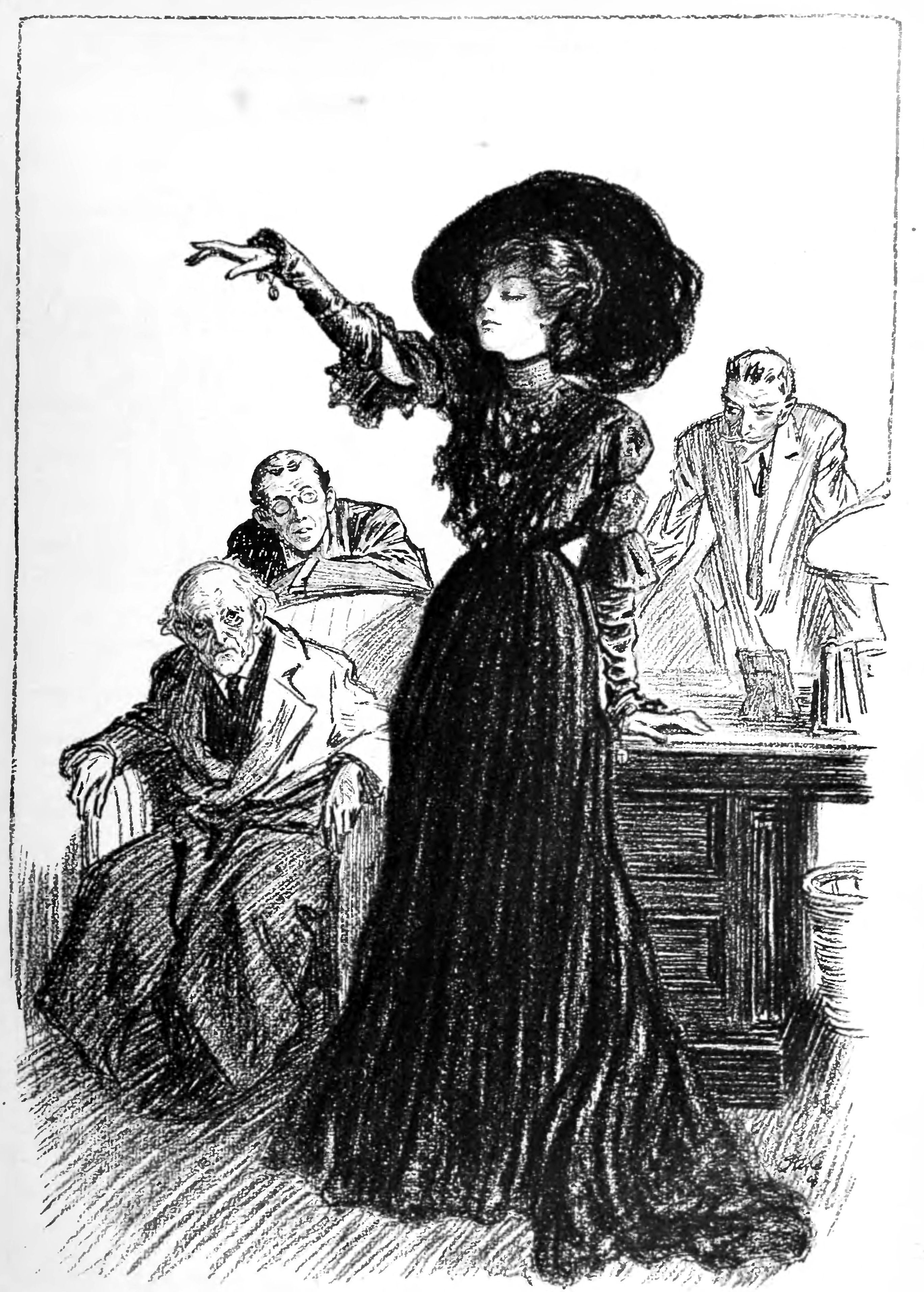
Illustration d'un magazine de 1908 : « La médium Véra, d'une voix sourde et solennelle, a appelé au silence. »

Avec l'écriture intuitive ou inspirée, un Esprit communiquerait au médium des idées et pensées que celui-ci retranscrit avec ses propres mots, sa façon de parler et sa propre écriture. « Au début, cela n'est pas évident car l'Esprit envoie les informations par la pensée et la pensée est beaucoup plus rapide que la main du médium qui écrit. Lorsqu'un long message est donné, à un certain moment, la main du médium prend du retard sur la pensée, c'est-à-dire que le médium écrit le premier paragraphe alors que l'Esprit dicte le troisième. Si le médium essaie de comprendre ce qu'il écrit, veille à son orthographe, essaie de se relire, il laissera passer des mots et des phrases. A la relecture, nous aurons un texte qui aura du sens mais dans lequel il manquera des parties. »

#### L'écriture automatique/mécanique ou semi-automatique/semi-mécanique
Avec l'écriture mécanique/automatique, le médium n'a aucune idée de ce qu'il écrit, il ne contrôle plus son bras, ce serait l'Esprit/entité qui lui seul écrirait. Le médium peut être en état de somnambulisme ou de transe, mais ce n'est pas obligatoire. Avec l'écriture semi-mécanique ou semi-automatique le médium comprend ce qu'il écrit, mais il ne contrôle toujours pas son bras, ni son écriture, là encore, ce serait un esprit désincarné qui écrirait à sa place. « L'Esprit prend en quelque sorte possession de la main et du bras du médium. Il utilise ce membre comme un outil. Dans ce type de médiumnité, rien ne passe par l'intellect du médium, celui-ci n'a pas conscience de ce qu'il écrit. Il découvrira le message à sa lecture en fin de séance. L'écriture est très rapide et bien souvent le crayon ne se lève pas. C'est assez surprenant, car le médium peut penser à une chose, ou même discuter et sa main écrit autre chose. » C'est dans cette catégorie que l'on voit les cas de « médiums polygraphes », c'est-à-dire dont l'écriture change en fonction des différents Esprits qui communiqueraient, prenant l'écriture et les tournures de phrases qu'avait l'Esprit de son vivant, car finalement ce serait lui qui écrirait, le médium lui, n'opposant plus aucun filtre, ni résistance,. C'est aussi dans cette catégorie que l'on voit les cas de Xénoglossie, où le médium se mettrait à écrire dans des langues étrangères ou des dialectes qu'il ne connait pas. En voici trois exemples datant des XIXe, XXe et XXIe siècles :

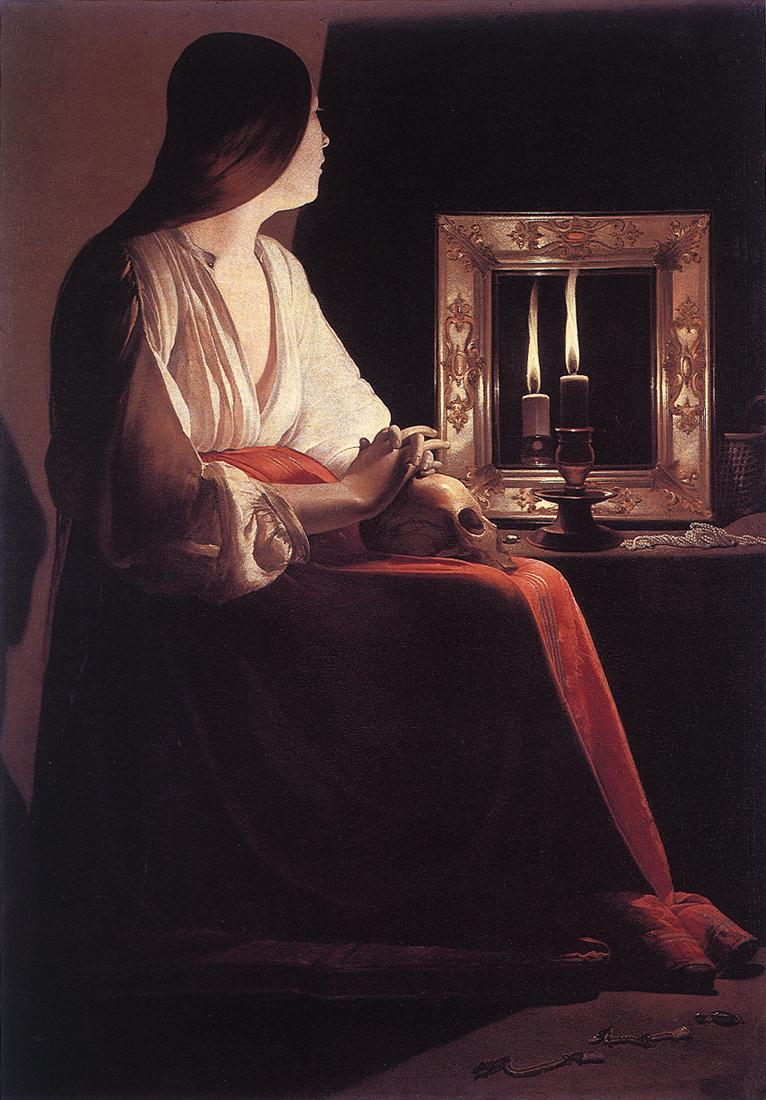
Madeleine pénitente peinte vers 1640 par Georges de La Tour.

« Le résultat de ces deux évocations ayant été transmis à la personne qui nous avait prié de les faire, nous reçûmes de cette dernière la réponse suivante : Vous ne pouvez croire le grand bien produit par l'évocation de mon beau-père et de mon oncle. Nous les avons parfaitement reconnus ; l'écriture du premier surtout a une analogie frappante avec celle qu'il avait de son vivant... on y retrouve la même forme de jambages, du paraphe et de certaines lettres. Quant aux paroles, aux expressions et au style, c'est encore plus frappant ; pour nous l'analogie est parfaite... J'ai communiqué ces deux évocations à plusieurs personnes, qui ont été frappées de leur véracité. » « Voici les mots magyars écrits par l'additor : « Erti amit mondok Magyarul. Nem tesz semmit szeretek itt lenni orvendek ». Lorsque la traduction nous est parvenue, nous avons appris que le texte disait : « Je me rends compte qu'aucun de vous ne connaît le magyar, mais peu importe. Je suis quand même très heureux de me trouver avec vous. »... L'apparition du latin avait déjà réalisé une brèche dans mon scepticisme... mais, voilà qu'avec l'apparition de la langue hongroise, l'hypothèse du subconscient était frappée d'un coup violent, qu'il ne pouvait être paré d'aucune manière. Ni ma mère, ni moi, n'avions jamais eu de rapports avec la langue hongroise. » « Je me souviens, lorsqu'un jour je communiquais avec la famille décédée de mon ami, son oncle m'a fait écrire en italien. Quelques fois, les signatures que j'avais en fin de message étaient identiques à la signature du décédé. La famille de mon ami était originaire de la région de Valenciennes, certains Esprits écrivaient dans un patois que je ne connaissais absolument pas... il m'arrivait d'écrire dans une langue étrangère entre autres l'allemand, de dessiner sous l'impulsion de l'Esprit. »

### La clairvoyance médiumnique

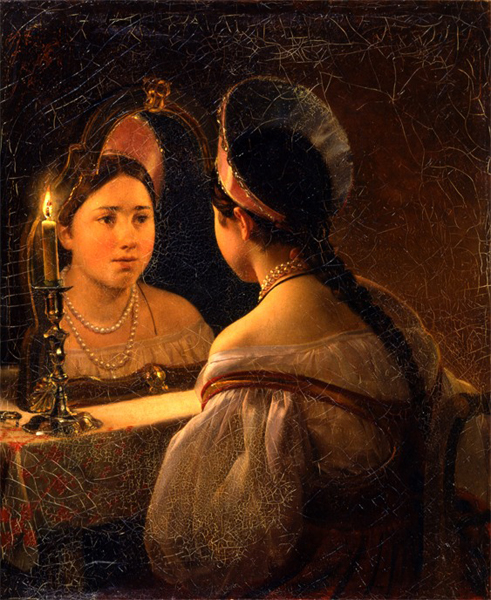
La médium Svetlana, peinte en 1836 par Karl Brioullov.

« Les Médiums voyants seraient doués de la faculté de voir les Esprits. Ils en est qui auraient cette faculté à l'état normal, alors qu'ils sont éveillés, ils en conserveraient le souvenir exact ; alors que d'autres ne l'auraient que dans « l'état somnambulique » (hypnotique) ou voisin du « somnambulisme », mais cette faculté serait rarement permanente et serait le résultat d'une crise passagère. Le Médium voyant croit voir par ses yeux, mais c'est en réalité son âme qui voit par émancipation. La vue accidentelle et fortuite d'un Esprit dans une circonstance particulière est assez fréquente ; mais la vue habituelle des Esprits sans distinction est exceptionnelle. »
Ce type de médium voyant peut travailler à partir de la photo d'une personne décédée, mais ce n'est pas obligatoire. Les perceptions peuvent être des impressions, des sensations, des images ou des idées qui s'imposent clairement. L'intérêt de cette forme de clairvoyance est de percevoir l'état et la situation de l'esprit qui donnerait éventuellement un message dont le clairvoyant restituerait le contenu. Il arriverait que l'esprit se fasse reconnaître selon l'image physique qui était la sienne, le clairvoyant percevrait alors une image nette de l'Esprit et pourrait le décrire,.

### La clairaudience médiumnique
La clairaudience est souvent une particularité qui s'associe à la clairvoyance. Le Médium auditif pourrait entendre les Esprits de deux manières :
1. Par la perception d'une voix intime qui se ferait entendre dans son for intérieur et qui serait reçue télépathiquement ;
2. Par la perception d'une voix extérieure, claire et distincte comme celle d'une personne vivante[22].

### Les phénomènes de transe
De nos jours la « transe » est définie comme un état modifié de conscience (EMC) et est très souvent associée à l'hypnose.

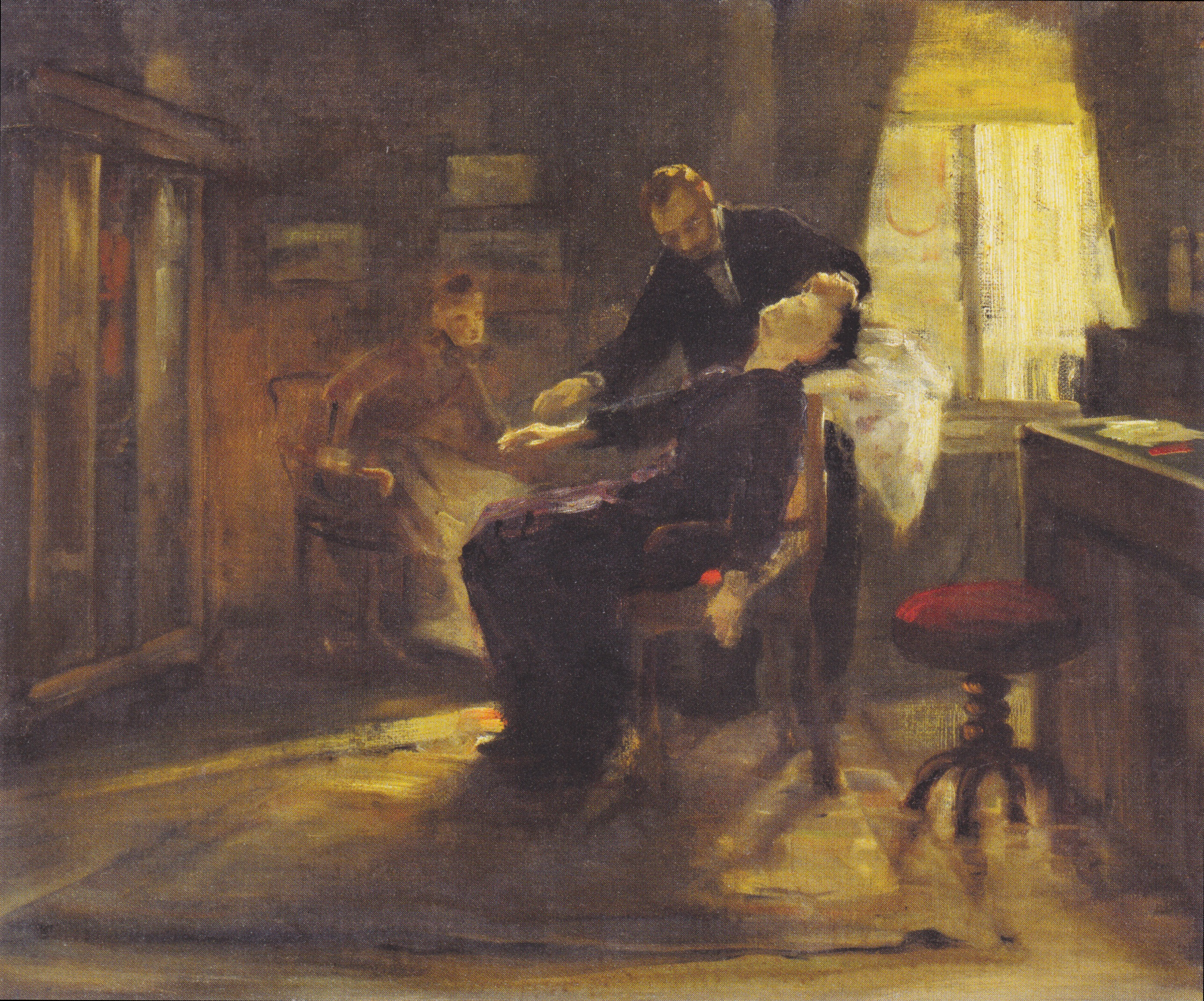
Transe hypnotique d'une femme en 1885, peinture de Albert von Keller.

Dans la médiumnité à transe, le médium serait donc dans un état second (EMC), qui selon les spirites s'expliqueraient par l'expression « émancipation de l'âme », c'est-à-dire que l'esprit et le corps subtil (périsprit) du médium seraient partiellement ou totalement désolidarisés de son corps physique (voir décorporation) ce qui pourrait laisser le champ libre à un esprit tiers et donc à une incorporation. Les spirites considèrent deux types de médiumnité à transe :
1. Les Médiums somnambules, c'est-à-dire en état hypnotique ;
2. Les Médiums extatiques, c'est-à-dire en état d'extase.

La transe médiumnique ne mène donc pas forcément à une incorporation, la plupart du temps elle conduit à des phénomènes de clairvoyance et de clairaudience, voire de « voyage astral » ou dans de « hautes sphères spirituelles »,.

### L'incorporation
Appelée autrefois du temps d'Allan Kardec « médiumnité à incarnation », ce phénomène fait suite parfois à un état de transe, l'esprit du médium accompagné de son corps subtil (périsprit) faisant alors une décorporation partielle ou totale. L'esprit d'une personne décédée, ou parfois d'une personne vivante, réussirait alors à intégrer le corps du médium, partiellement ou totalement. Il aurait dès lors toute possibilité de se mouvoir et de parler à travers le corps du médium, comme dans certains cas de Xénoglossie, ou d'écriture mécanique ou semi-mécanique. L'Esprit incorporé trouverait ainsi la possibilité de se faire reconnaître dans sa personnalité, son langage, son accent ou sa gestuelle. L'esprit du médium réintègre son corps physique à l'issue de la séance. C'est une médiumnité rare et qui peut être très éprouvante pour le médium,.

### La xénoglossie
Ce terme inventé par le professeur Charles Richet (1850-1935) qualifie une médiumnité par laquelle les médiums parlent ou écrivent en langues étrangères existantes ou ayant existé, mais ignorées d'eux-mêmes et parfois des assistants à la séance. Ces communications étant cohérentes et justes grammaticalement (après traduction et vérification) et sont également capables de répondre à des questions impromptues, posées en temps réel, par des témoins assistant à la séance,.On recense surtout deux catégories de xénoglossie :
1. les cas obtenus par l'automatisme parlant et la médiumnité auditive ;
2. les cas obtenus par l'écriture automatique ou psychographie.

c'est-à-dire, pour être plus clair, que l'esprit désincarné agirait sur le médium, soit en lui donnant des phrases étrangères par transmission de pensées ou par clairaudience, soit il prendrait directement le contrôle moteur de la voix ou du bras du médium (pour ce qui est de l'écriture automatique/ mécanique) afin de s'exprimer dans une autre langue.
Les langues et dialectes ainsi obtenus sont nombreux et certains très rares, appartenant aux langues d'aujourd'hui, mais aussi à des langues mortes depuis des milliers d'années pour certaines.

### Les arts médiumniques

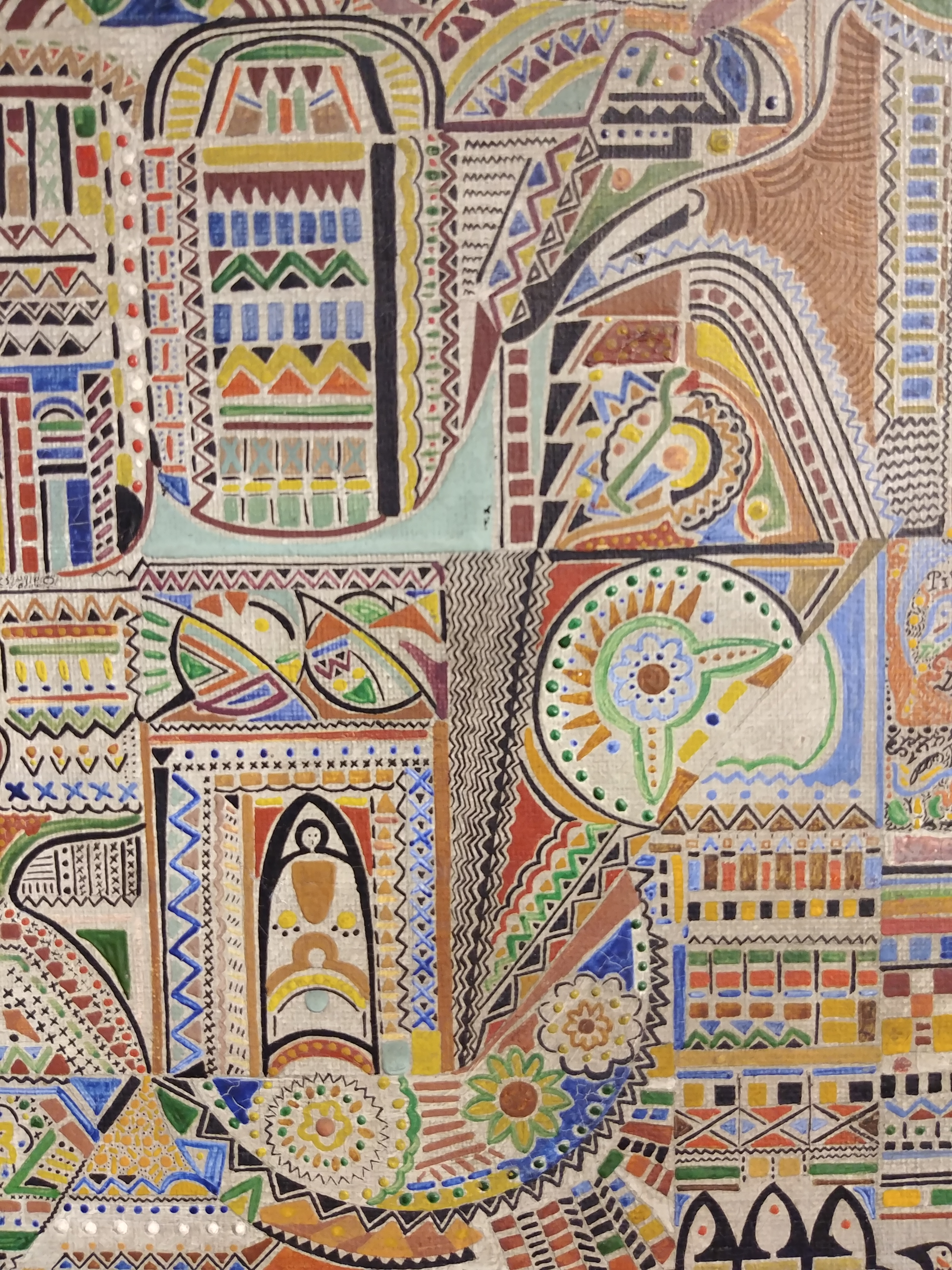
Peinture d'Augustin Lesage.

Les pratiquants des arts médiumniques pourraient être influencés par les esprits décédés en peinture, en sculpture, en musique et en poésie, recevant l'influence des esprits dans des créations voulues par l'au-delà. Selon les cas, ces médiumnités sont « intuitives » ou « automatiques » ; on y retrouve, comme pour l'écriture, ces deux cas de figure. C'est principalement dans l'art pictural telle la peinture ou le dessin que l'art médiumnique est surtout représenté. On recense ainsi de nombreux cas de peintures spirites réalisées par des peintres spirites qui n'ont pour la plupart reçu aucune formation artistique. Quelques peintres spirites :
- Augustin Lesage
- Fleury Joseph Crépin
- Victor Simon
- Hélène Smith
- Madge Gill
- Luiz Antonio Gasparetto

### Les médiumnités thérapeutiques
Sous l'influence supposée d'un esprit médecin, le médium laisse aller ses mains sur le corps allongé du patient. L'esprit travaillerait fluidiquement ou magnétiquement avec des gestes, impositions ou autres mouvements qui échappent alors complètement au contrôle du médium. On rencontre beaucoup de ces médiums guérisseurs à mains nues en Amérique du Sud et aux Philippines, on peut citer le cas du célèbre médium José Arigo. Egalement appelée « médiumnité guérissante » elle est différente du magnétisme proprement dit, où c'est réellement le magnétiseur qui agit avec son propre « fluide ». Ce type de fonctionnement médiumnique est le même que celui qui est à l'œuvre dans le Reiki japonais.

### Confusion entre le spiritisme et le spiritualisme
Un amalgame est souvent fait entre les médiums spirites français, adeptes de la « philosophie spirite » telle que proposée par Allan Kardec, et les médiums spiritualistes anglo-saxons. Parmi ces différences, il y a l'acceptation de la réincarnation et son corollaire qui est le perfectionnement individuel continuel au fil des existences, selon la conception française contrairement à celle des anglo-saxons.

## Histoire et évolutions
La capacité à communiquer avec les esprits est une idée ancienne. Durant l'Antiquité, les vestales romaines et les sibylles grecques étaient supposément dotées de capacités aujourd'hui qualifiées de medium. On peut aussi citer l’Égérie de Numa, le songe de Songe de Scipion et les voix de Jeanne d'Arc comme autres exemples historiques.

### Du magnétisme à la médiumnité
Avant la période de la Révolution, la France connaît un véritable engouement pour les phénomènes du magnétisme animal étudiés par Franz-Anton Mesmer. Des individus exposés à ces phénomènes entrent dans des états de conscience comparables à ceux que l'on observera plus tard chez les médiums. En 1811, le marquis de Puységur considère notamment que les effets du sommeil hypnotique s'apparentent à du « somnambulisme provoqué ». Avant l'apparition du terme médium, on utilise le mot de somnambule pour désigner des personnes qui, dans un état hypnotique, attestent d'une sensibilité exceptionnelle ou bien affichent des comportements sans rapport avec leur personnalité habituelle. Les tentatives pour développer les applications scientifiques de l'hypnose et du mesmérisme sont alors supplantées par l'expansion du spiritisme et sa propre définition des médiums, qui seraient les instruments utilisés par les « Esprits » pour se manifester.
La médiumnité a gagné en popularité à partir de la seconde moitié du XIXe siècle, notamment grâce aux recherches d'Allan Kardec et de son équipe de médiums authentiques, ses livres révélant une étonnante « philosophie spirite » différente des conceptions anglo-saxonnes et de leur spiritualisme. Lequel durant cette période a révélé des fraudes nombreuses, où les praticiens employaient des techniques utilisées en prestidigitation, pour tromper leur public lors de séances comparables à des véritables spectacles de cabaret. La pratique a dès lors beaucoup perdu en crédibilité,, amorçant un déclin du mouvement spirite en Europe lors du XXe siècle.

### Évolution des interprétations
À la fin du XIXe siècle, les phénomènes médiumniques suscitent des débats entre les scientifiques qui analysent le psychisme comme Charles Richet ou Isabel Briggs Myers. En dehors du mouvement spirite, certains médiums exposent des capacités exceptionnelles telles que la lecture à distance, la vision d'objets cachés ou la précognition. À cette époque, des études académiques tentent de vérifier la réalité de ces facultés et de les comprendre.
En France, durant la première moitié du XXe siècle, l'étude des médiums est considérée comme un sujet vulgaire, empreint de superstitions. Cependant, à partir des années 1950, de nombreux ethnologues rendent compte des états modifiés de conscience observés dans d'autres cultures, ainsi que du rôle social des chamanes.

### Perceptions actuelles du phénomène
Dans les pays anglo-saxons, la possibilité de « perceptions extrasensorielles » n'est pas réfutée a priori et les spécialistes préfèrent désormais le terme de channel à celui de médium. En France, à partir des années 1980, une convergence de disciplines scientifiques s'oriente occasionnellement vers les énigmes posées par la médiumnité. Des chercheurs mentionnent la complexité du réel et la nécessité d'en considérer tous les éléments. Leur objectif n'est plus de « faire la preuve » de faits paranormaux, dans un laboratoire qui isole le sujet observé de l'environnement nécessaire à la production de ces faits. Leur démarche consiste plutôt à définir des méthodes d'observation pouvant s'appliquer à des phénomènes non perceptibles par les cinq sens. Ces travaux sont compliqués par le fait que les « états altérés de conscience », partie intégrante de nombreuses cultures, ne le sont plus en Occident.
L'étude de ces phénomènes implique au départ l'acceptation d'hypothèses et cette acceptation dépend de la subjectivité de l'observateur.

## Scepticisme scientifique
Les scientifiques qui ont étudié la psychologie anomalistique considèrent que la médiumnité est le résultat de fraudes et de facteurs psychologiques. La recherche en psychologie depuis plus de cent ans a révélé que là où il n'y a pas de fraude, la médiumnité et le spiritualisme peuvent être expliqués par l'hypnose, la pensée magique et la suggestion,. La validation subjective joue un rôle déterminant dans ce genre d’activité : les médiums comptent sur la grande motivation de leurs clients pour faire reconnaître comme significatifs des mots, des initiales, des énoncés ou des signes quelconques. Cette validation est tenue comme une preuve d’un contact avec les morts. La transe médiumnique, qui est revendiquée par les spiritualistes pour être causée par des esprits désincarnés parlant par leur intermédiaire, est due à un trouble dissociatif de l'identité du subconscient du médium.
Albert Moll était l'un des premiers scientifiques à étudier la psychologie des séances de spiritisme. Selon (Wolffram, 2012) « [Moll] argumente que l'atmosphère hypnotique des salles sombres de séance de spiritisme et l'effet de prestige social et scientifique des expérimentateurs pourrait expliquer pourquoi les personnes apparemment rationnelles accordent du crédit aux phénomènes occultes ».
Les médiums peuvent obtenir des informations sur leurs clients de façon détournée, pour se donner l’apparence de transmettre des messages réconfortants venant de l’au-delà, en écoutant secrètement les conversations de leurs clients ou en faisant des recherches dans les annuaires téléphoniques, sur l'internet où dans les journaux avant les séances. Les médiums sont connus pour employer la technique de la lecture à froid et obtiennent des informations sur leurs clients par leur comportement, leurs vêtements, leur posture, et leurs bijoux,. Plusieurs militants du scepticisme scientifique, dont Susan Gerbic, déplorent l’exploitation des personnes endeuillées par des prétendus mediums et ont prouvé l'utilisation de lecture chaude par ceux-ci.
Les psychologues Leonard Zusne et Warren Jones dans leur livre Anomalistic Psychology: A Study of Magical Thinking (1989) écrivent :

« Les esprits, les contrôles et les guides d'un médium sont les produits de la dynamique psychologique propre au médium. D'une part, ils personnifient les stimulations cachées du médium, d'autre part, ils sont aussi modelés par les attentes du client, l'expérience du médium, le fond culturel et l'air du temps. »

Dans une série d'expériences de fausses séances de spiritisme (Wiseman et coll. 2003) un acteur suggérait à des croyants et des non croyants au paranormal qu'une table entrait en lévitation, alors qu'en fait, elle était restée stationnaire. Après la séance, environ un tiers des participants indiquait à tort que la table avait bougé. Les résultats ont montré un plus grand pourcentage de personnes qui déclaraient que la table avait bougé parmi les croyants au paranormal. Dans une autre expérience, des croyants au paranormal ont aussi rapporté qu'une clochette avait bougé alors qu'elle était restée stationnaire et ont exprimé leur croyance que la fausse séance contenait de véritables phénomènes paranormaux. Ces expériences soutiennent fortement la notion que dans une salle de spiritisme les croyants sont plus suggestibles que les non croyants, ce qui est cohérent avec leur croyance aux phénomènes paranormaux. Lors de l'âge d'or du spiritisme au XIXe siècle, un grand nombre de médiums se sont avérés être des charlatans. L'étude scientifique de la médiumnité a généralement abouti à l'absence de phénomène. Malgré tout, la pratique a continué et des fraudes de haut niveau ont été mises au jour au cours des années 2000. Au cours des dernières années, la recherche scientifique a été menée pour vérifier la validité des allégations de médiumnité. Dans une expérience menée par la British Psychological Society, la conclusion a été que les sujets testés n'ont démontré aucune capacité médiumnique.
Lors d'un étude de 2020 publié dans la revue Brain et Cognition, les chercheurs ont mené une expérience incluant une douzaine de médiums ainsi qu'un groupe témoin  Les participants devait observer 180 photographies de personnes défuntes et déterminer la cause de leur mort en ayant le choix entre les décès par arme à feu, à la suite d'une crise cardiaque ou encore lors d’un accident de voiture. En se basant sur les résultats, les chercheurs ont conclu que les médiums n’avaient pas obtenu un meilleur score que les autres.

## Médiums célèbres
- Rosemary Brown (1916-2001), médium spirite et compositrice
- Edgar Cayce (1877-1945), médium mystique
- Florence Cook (1856-1904), médium spirite
- Alexis Didier (1826-1886), médium spirite
- Allison DuBois (1972), médium parapsychologue
- Helen Duncan (1897-1956), médium spirite
- Daniel Dunglas Home (1833-1886), médium à effets physiques
- Serge Girard (auteur) (1949-2020), médium écrivain
- Augustin Lesage (1876-1954), médium spirite
- Jakob Lorber (1800-1864), médium mystique
- William Stainton Moses (1839-1892), médium spiritualiste
- Eusapia Palladino (1854-1918), médium spirite
- Divaldo Pereira Franco (1927), médium spirite
- Jane Roberts (1929-1984), médium parapsychologue
- Emanuel Swedenborg (1699-1772), scientifique et médium
- James Van Praagh (1958), médium parapsychologue
- Neale Donald Walsch (1943), médium et écrivain
- Lorraine Warren (1927-2019), médium clairvoyante
- Lisa Williams (1973), médium parapsychologue
- Francisco Cándido Xavier (1910-2002), médium spirite
- Virginie Lefebvre (1980), médium, écrivaine et conférencière

## Médiums comme personnages principaux au cinéma et à la télévision

### Au cinéma
- George Lonegan (Matt Damon) dans Au-delà
- Francisco Cándido Xavier (Angelo Antonio) dans Chico Xavier
- Oda Mae Brown (Whoopi Goldberg) dans Ghost
- Carol Anne Freeling (Heather O'Rourke) dans Poltergeist est une médium à matérialisation et à effets physiques.
- Charlie St. Cloud (Zac Efron) dans Le Secret de Charlie
- Cole Sear (Haley Joel Osment) dans Sixième sens est un médium clairvoyant.
- Daniel Anthony Torrance (Danny Lloyd) dans Shining est un médium télépathe.

### À la télévision
- Alison Mundy (Lesley Sharp) dans Afterlife (série télévisée)
- Georgia Lass (Ellen Muth) dans Dead Like Me
- John Smith (Anthony Michael Hall) dans Dead Zone (série télévisée)
- Melinda Gordon (Jennifer Love Hewitt) dans Ghost Whisperer
- Allison Dubois (Patricia Arquette) dans Médium (série télévisée)
- Lafayette Reynolds (Nelsan Ellis) dans True Blood
- Billie Dean Howard (Sarah Paulson) dans American Horror Story saisons 1 ("Murder house"), 5 ("Hotel") et 8 ("Apocalypse")

- Lydia Martin (Holland Roden) dans Teen Wolf (série télévisée)

### Film documentaire
- Les yeux fermés, réalisation Clémént Dorival et Christophe Pons, production CNRS image, Paris, 2011. Ce documentaire de 59 minutes montre la complicité qui unit les morts aux vivants dans la société islandaise, en suivant les pratiques de deux médiums, Skuli et Maggy[48].

## Médiums de littérature
- Le Petit train chagrin (1949), pièce de Jacques Aeschlimann, met en scène un médium capable de prédire l'avenir.
- La Télégraphiste de Chopin (2019), roman d'Éric Faye